# Estline
Estline var det första rederiet som trafikerade med passagerarfärjor mellan Sverige och Estland efter kalla kriget. Då Sovjet ockuperade Estland stängdes vattenvägen mellan alla övriga länder och Estland på Östersjön. Detta påminde den estniska folkmytologin om "det vita skeppet" som skulle ta dem bort härifrån. Då Estline inledde sin verksamhet hade sovjetiska Estonian Shipping Company från år 1965 och senare Tallink från år 1989 haft trafik mellan Tallinn och Helsingfors. Estline började trafikera till Stockholm år 1990.

## Historia
När Sovjet släppte efter allt mer, började samarbetet mellan Nordström & Thulin, med den estlandsfödde svensken Hans Laidwa i spetsen, och några estniska företag. Målet var att starta en färjelinje mellan Sverige och Estland. Samarbetet började 1989, och resultatet blev Estline, som kom igång 1990. Det svenskflaggade M/S Nord Estonia var Estlines första passagerarfartyg för linjen Stockholm-Tallinn. 1991 blev Estland självständigt, och antalet resande ökade. Fartyget M/S Nord Estonia var då för litet för det framtida transportbehovet
När Estland fick egen valuta, var det därför dags att köpa in en ny och större passagerarfärja. 1993 ändrades ägarstrukturen i Estline. Då blev aktieägarna Nordström & Thulin med 50 procent och det estniska rederiet ESCO (Estonian Shipping Company) med 50 procent. Tillsammans köpte de in fartyget M/S Wasa King (tidigare M/S Viking Sally, M/S Silja Star). Hon döptes om till M/S Estonia, och sattes under estnisk flagg i Estlines trafik. Hon ersatte M/S Nord Estonia på linjen Stockholm - Tallinn den 1 februari 1993. Estonia blev en ny symbol för Estlands frihet, och den nya "vita båten" mellan Sverige och Estland. I och med Estlands självständighet, och den nyrenoverade färjan Estonia, ökande resandet. År 1993 hade Estline skeppat över 280 000 passagerare och 15600 fordon på Östersjön och affärerna verkade gå bra och Estonia kallades för "årets vinnare" i fackpressen. Under de två första kvartalen 1994 åkte 168 000 passagerare med Estonia mellan Stockholm och Tallinn och med det 3.e kvartalet var siffran uppe i 270 000 resenärer alltså precis före Estoniakatastrofen. År 1994 gjorde rederiet en vinst på 37 miljoner kronor. Före september 1994 hade Estline 70 procent resande från västliga länder och 30 procent från Baltikum och Ryssland. Estline planerade att sätta in ytterligare ett fartyg, M/S Vironia (tidigare M/S Diana II) på hösten 1994. Det skulle tillsammans med Estonia trafikera mellan Stockholm - Tallinn, men efter Estoniakatastrofen fick det nya fartyget namnet M/S Mare Balticum och ny färgsättning för att inte förknippas med det havererade fartyget. Antalet resenärer under 1995 uppgick till 198 000 och rederiet gjorde en bankförlust på 112 miljoner kronor.

## Kryssningar
Inom Estline delades passagerarna in i tre kategorier: kryssningsresenärer, gruppresenärer och individuella passagerare (singelpassagerare som kommer ensam). Bokningssystemet fungerade så att den "ansvariga" i terminalen fick skriva på ett passagerarkort (namn samt födelseår och i vilket land man hade medborgarskap).
Detta fungerade som ombordstigningskort och gällde för hela gruppen så betalade varje för sig för en biljett utan att behöva registreras. 
Först ombord, i båtens reception, checkade den "ansvariga" sedan in med samtliga sina uppgifter.
Vid förhandsbokning fick man ringa Estline, varvid ett passagerarkort gjordes som man fick hämta vid terminalen.
En biljett kostade från 350 kronor. Det fanns ett erbjudande för två personer som kostade 960 kronor. I detta ingick tvåmanshytt, två smörgåsbord och frukostar och därtill sightseeing i Tallinn med lunch.
Efter Estoniakatastrofen ändrades bokningssystemet i allmänhet. Den nya lagen är att med "passageraruppgifter" vid bokning eller senast vid biljettköp ska enl Sjöfartsverkets beslut 951101 (1 november 1995) samtliga passagerares namn, ålder (år, månad, dag), kön och nationalitet registreras, vilket tidigare inte var fallet.
Tidtabellen var avgångar från Tallinn kl 19.00 (lokal tid) på kvällen och från Stockholm 17.30 (lokal tid), resan tog ca 16 timmar, och Estonia kallades även för "Nattbåten". Estline satsade på hög Service för sina Passagerare därför hade de många som arbetade inom besättningen. Vanligtvis var det 149 personer med fast anställning, men man hyrde alltid in artister, underhållare, rådgivare men tog även emot praktikanter. Så det totala antalet besättning sköt i höjden.

## Estoniakatastrofen
Den 27 september 1994 lämnade Estonia för sista gången hamnen i Tallinn på väg mot Stockholm. Ombord fanns strax under 1000 personer, 989 personer.
Efter klockan ett på natten (estnisk tid), på öppet hav mellan finska Utö och estniska Dagö, började fartyget plötsligt få slagsida och sjönk på under en timme. Nödanropet registrerades klockan 01.22. Vädret var grovt, med kuling vid olyckstillfället och storm senare på natten. Våghöjden har uppskattats till över fyra meter.
Räddningsaktionen var den största som någonsin arrangerats i Skandinavien; 28 fartyg och sammanlagt 26 helikoptrar från Finland, Sverige, Danmark och Estland deltog i räddningsoperationen och eftersökningsarbetet dagen efter olyckan.
Endast knappt var sjunde ombord överlevde. Anledningen var dels den kraftiga slagsida som snabbt utvecklades och gjorde det svårt till närmast omöjligt att använda många av trapporna, dels det att fartygen i närheten inte hade några effektiva metoder att rädda människorna i vattnet: liv- och räddningsbåtar kunde inte sjösättas i de höga vågorna. Estoniakatastrofen var den värsta sjöolyckan på Östersjön sedan andra världskriget.

### Efterspel för rederiet
Efter Estoniakatastrofen bytte Estline logotyp och färgsättning på sina färjor. Istället för att vara helvita med blåa ränder, fick de ett blått skrov med vita bokstäver, där det stod "Stockholm - Tallinn" på en fartygssida och "Tallinn - Stockholm" på den annan. Även Estlines logotyp byttes ut. Färjerederierna fick vidta skärpta bestämmelser och regler efter Estonia, så gjorde också Estline. Planerna hade varit att Estonias systerfartyg M/S Vironia som överlämnades i Rostock skulle trafikera tillsammans vid oktober 1994. Nu fick planerna ändras. De största satsningarna var säkerhet ombord på färjorna.
I stället för M/S Vironia blev nya namnet Mare Balticum. Fören, som tidigare hade likadant bogvisir som Estonia, har integrerats med resten av skrovet. Den gamla lastrampen har fixerats som ett första vattentätt skott, och bakom rampen har ytterligare ett permanent vattentätt skott installerats. Bilarna fick använda aktern.
Estline byggde om passagerarfärjan Mare Balticum för 50 miljoner kronor. Hälften av satsningen gick på säkerhetsåtgärder och den andra hälften på att renovera passagerarutrymmena och hytterna. Man demonstrerade bland annat de nya rutschkanor som leder till plattform ska kunna sjösätta livflottarna och skall användas vid en evakuering. Mare Balticum ersatte Estonia på rutten den 11 november 1994. 
Mare Balticum fick certifikat för 1 310 personer. Dock så släppte rederiet aldrig ombord fler än omkring 1 050 personer per gång. De återstående månaderna av 1995 på sommaren var fullbokade.

## Samarbetet upphör
1998 valde Nordström & Thulin att dra sig ur trafiken, och lämnade all färjetrafik överhuvudtaget. Anledningen var att man inte ville bli alltför mycket förknippad med Estoniakatastrofen, eftersom de köpte in färjan åt Estline. ESCO (Estonian shipping company) tog över Nordström & Thulins aktiepost, och Estline blev därmed ett helägt estniskt rederi.

## Konkurs
Vid nyår 2000 upphörde Estlines trafik mellan Stockholm-Tallinn och färjorna chartrades till Tallink. Då låg Estlines ägare ESCO i förhandlingar om en försäljning till Hansatee.
Men förhandlingarna misslyckades och i slutet av juli 2001 förklarades Estline i konkurs med motsvarande över 90 miljoner svenska kronor i skulder. Rederiet återhämtade sig aldrig efter katastrofen den 28 september 1994. Företagets tillgångar täckte inte skulderna till den estniska staten.
Från och med januari 2001 började Tallink trafikera rutten Tallinn-Stockholm med färjorna Baltic Kristina och Regina Baltica. Tallink trafikerade också Paldiski–Kapellskär och framför allt Tallinn–Helsingfors, en rutt som står för drygt 85 procent av rederiets passagerare.
Genom Tallinns Vanasadam  kom under perioden januari–juli 2001 över 3,35 miljoner passagerare. Av dessa reste cirka 80 procent mellan Tallinn och Helsingfors medan rutten Tallinn–Stockholm stod för endast cirka 4 procent.

## Fartyg
(Komplett lista)
- M/S Nord Estonia (1990-1993) - Körde senare som M/S Vana Tallinn för Tallink, såld till Albanien 2011 och skrotad 2014.
- M/S Maersk Friesland chartrad (1992, 1993) - Nu som M/S "RIZE IPEKYOLU" för Rize Ipekyolu Deniz, Turkiet.
- M/S Nord Neptunus, senare M/S Neptunia (1992-1994, 1995-1997, 1998-1999) - Skrotad i Aliaga, Turkiet, 2007.
- M/S Estonia (1993-1994) - Sjönk 1994
- M/S Cap Canaille chartrad (1994) - Nu Insatt mellan Frankrike - Tunisien.
- M/S Donata chartrad (1994) - Skrotad i Aliağa, Turkiet, 2000
- M/S Mare Balticum (1994-1996) - Nu M/S Bluefort för Bridgemans Services Group LP
- M/S Bore Song chartrad (1995) - Såld 2007 till Notos Shipping Co, Ltd.

- M/S Regina Baltica (1996-2000) - Kör nu för Tallink
- M/S Cap Afrique chartrad (1996) - Såldes 2007 till Turkiska upphuggare
- M/S Parchim chartrad (1996) - Omflaggad till Bahama flagg, Hemmahamn Nassau.
- M/S Bolero chartrad (1997) - Upplagd i Leirvik.
- M/S Baltic Kristina (1997-2000) - Nu som M/S Rigel för Ventouris Ferries
- M/S Transest chartrad (2000-2001) - Ankom till Alang 2006 i Indien på sin sista tur